# Corythornis
Corythornis is een geslacht van vogels uit de familie ijsvogels (Alcedinidae). 

## Soorten
Het geslacht kent de volgende soorten:
- Corythornis cristatus – Malachietijsvogel
- Corythornis leucogaster – Witbuikijsvogel
- Corythornis madagascariensis – Madagaskardwergijsvogel
- Corythornis vintsioides – Zwartsnavelijsvogel